# Komedija (film)
Komedija je filmski žanr u kojem naglasak stavljen na humor. Filmovi u ovom stilu imaju sretni završetak (uz iznimku crne komedije). Komedija je jedan od najstarijih filmskih žanrova: neki od prvih nijemih filmova bile su komedije. Za razliku od ostalih žanrova, komedija više stavlja naglasak na pojedine zvijezde pa su se mnoge zvijezde stand-up komedije okrenule filmu zbog svoje popularnosti. Iako su mnoge komedije filmovi s lakim temama kojima je jedina svrha zabaviti gledatelja, neke sadrže politički ili društveni komentar (kao što su Predsjedničke laži i Čovjek godine).

## Oblici
Komedija karaktera satirizira karakter i neprirodnost društvene klase, često reprezentirane od strane stereotipnih likova. Radnja komedije često se bavi zabranjenom ljubavnom aferom ili nekim drugim skandalom. Međutim, radnja je obično manje važna nego njezini domišljati dijalozi. Ovaj oblik komedije ima rane korijene: datira iz vremena Puno vike nizašto Williama Shakespearea.
U komediji neobične situacije, glavni junak (ili junaci) nađe se u neobičnom okruženju što dovodi do najviše humorističnih situacija. Situacije mogu biti zamjena spolova, kao u Tootsie (1982.); iznenadna promjena u dobi, kao u filmu Veliki (1988.); individualac slobodnjak zarobljen u strukturiranom okruženju, kao u Policijskoj akademiji (1984.); seljak u velikom gradu, kao u Krokodilu Dundeeju, itd.
Filmska parodija je komedija koja satirizira filmove drugih žanrova ili klasične filmove. Takvi filmovi uključuju sarkazam, stereotipe, izrugivanje scenama iz drugih filmova i manjak zdravog razuma u akcijama junaka. Primjeri parodije su Vruća sedla (1974.), Ima li pilota u avionu? (1980.) i Mladi Frankenstein (1974.).
Anarhična komedija koristi besmisleni humor toka svijesti koji se često izruguje nekom obliku autoriteta. Filmovi takve prirode potječu iz povijesti kazališne anarhične komedije. Poznati primjeri ovog podžanra su Pačja juha (1933.), Zvjerinjak (1978.) i Monty Python i Sveti gral (1975.).
Crna komedija bavi se obično tabuiziranim temama, uključujući smrt, ubojstvo, samoubojstvo i rat na satiričan način. Primjeri su Arsen i stara čipka (1944.), Gospodin Verdoux (1947.), Nježno srce (1949.), Gangsterska petorka (1955.), Dr. Strangelove (1964.), The Loved One (1965.), M*A*S*H (1970.), Monty Python: Smisao života (1983.), Rat ruža (1989.), Heatherice (1989.), Nikome ni riječi (2005.) i Spaliti nakon čitanja (2008.).
Romantična komedija je podžanr koji se obično bavi razvojem veze između muškarca i žene. Stereotipna priča obično je podijeljena na tri dijela: "dečko upoznaje djevojku", "dečko izgubi djevojku", "dečko ponovno osvaja djevojku". Naravno, postoje nebrojene varijante ove priče, a većina bezbrižnih komedija počiva na društvenim interakcijama i seksualnim tenzijama između para. Primjeri ovog stila filma su Divan život (1939.), Trgovina iza ugla (1940.), Sabrina (1954.), Kad je Harry sreo Sally (1989.), Zgodna žena (1990.) i Četiri vjenčanja i sprovod (1994.).
Rane romantične komedije bile su ponekad u screwball komedije. Ovaj oblik komedije bio je posebno popularan tijekom tridesetih i četredsetih. Ne postoji jedinstvena definicija ovog filmskog stila, a često se veže uz jeftine ili romantične komedije. Obično uključuje romantični element, međuigru između ljudi različitih ekonomskih statusa, brze i domišljate dijaloge, neki oblik preokreta u ulozi i sretni završetak. Neki primjeri screwball komedije su: Dogodilo se jedne noći (1934.), Odgajajući dijete (1938.), Priča iz Philadelphije (1940.), His Girl Friday (1940.) i What's Up, Doc? (1972.).

### Hibridni žanrovi
- Akcijska komedija miješa komične štoseve i akciju ondje gdje film kombinira domišljatost i proste rečenice s uzbudljivom radnjom i urnebesnim kaskaderskim vratolomijama. Žanr je postao popularan u Sjevernoj Americi u osamdesetima gdje su komičari kao što je Eddie Murphy počeli preuzimati na akciju orijentiranije uloge kao u 48 sati i Policajcu s Beverly Hillsa. Ovaj tip filmova često su prijateljski filmovi, s neusklađenim partnerima kao u Ponoćnoj utrci, Gasu do daske i Hot Fuzz. Jeftini filmovi o borilačkim vještinama postali su dominantni u kinematografiji Hong Konga kroz radove Jackieja Chana i drugih. Može se fokusirati i na superjunake kao što su Izbavitelji i Hancock.

- Humoristični horor je tip horor filma u kojem se mračne teme obrađuju s humorne točke. Ovi filmovi ili koriste glupave horor klišeje kao u Staroj mračnoj kući, Mladom Frankensteinu, Maloj trgovini užasa, Opsjednutom imanju ili Mrak filmu gdje se preferiraju parodijski stilovi. Neki su rafiniraniji i ne toliko okrenuti parodiji, kao što je Noć glupih mrtvaca. Humoristični horor može se osloniti i na sveopće nasilje i krvoproliće, kao u Mrtav živ (1992.), Zloj smrti (1992.) i Ljetovanju s leševima (2004.).

- Fantastična komedija je oblik filma koji koristi magiju, nadrealne elemente ili mitološke figure na humoran način. Većina fantastičnih komedija uključuje elemente parodije ili satire, okrećući mnoge fantastične konvencije naopačke pa tako junak postaje kukavica i budala, princeza siromašna i sl. Primjeri takvih filmova su Biti John Malkovich, Princeza nevjesta, Noć u muzeju, Beskrajni dan, Klik za savršen život i Shrek.

- SF komedija, kao i većina hibridnih žanrova komedije koristi ekstremne elemente SF filmova i stereotipne likove. Popularni primjeri ovog tipa filma su Povratak u budućnost, Istjerivači duhova, Evolucija, Unutarnji svemir, Galaktička pustolovina, Mars napada! i Ljudi u crnom.

- Vojna komedija uključuje humoristične situacije u vojnom okruženju. Primjeri vojne komedije su Vojničine, M*A*S*H, Vojnik Benjamin, Najluđi brod u vojsci, Tropska grmljavina i Privatni rat bojnika Bensona.

## Povijest

### 1895. – 1930.
Komedije se u značajnijem broju počinju pojavljivati tijekom ere nijemog filma, odnosno u razdoblju od 1895. do 1930. Vizualni humor ovih nijemih filmova oslanjao se na jeftini humor i burlesku. Jedna od najranijih kratkih komedija bila je Watering the Gardener (1895.) braće Lumiere. U američkom filmu, najpoznatiji komičari nijeme ere bili su Charlie Chaplin (iako rođen u Engleskoj, njegov uspjeh veže se prvenstveno uz SAD), Buster Keaton i Harold Lloyd. Max Linder je bio velika komičarska zvijezda u svojoj rodnoj Francuskoj i ostatku svijeta, a može se nazvati prvom pravom filmskom zvijezdom.
Popularni trend tijekom dvadesetih i poslije toga bila je komedija u formi animiranih filmova. Nekoliko popularnih likova iz tog razdoblja postali su junaci crtanih filmova. Među njima su bili Mačak Felix, Krazy Kat i Betty Boop.

### 1930. – 1950-e
Krajem dvadesetih s uvođenjem zvuka u filmu postalo je moguće snimati posve nove filmske stilove i koristiti verbalni humor. Tijekom tridesetih nijema komedija zamijenjena je dijalozima filmskih komičara kao što su W. C. Fields i Braća Marx. Komičar Charlie Chaplin bio je jedan od posljednjih zaostalih u nijemom filmu, a njegovi filmovi iz tridesetih bili su lišeni dijaloga, iako su uključivali zvučne efekte.
Screwball komedije, kao one koje je producirao Frank Capra, prikazivale su idealiziranu atmosferu u uvjetima izmijenjenih društvenih vrijednosti i optimizma svakidašnjeg života. Filmovi su i dalje uključivali jeftini humor i druge fizičke štoseve, ali oni su sve više bili nadomjestak verbalnoj interakciji. Jedna od uobičajenih humorističnih produkcija tridesetih bili su kratki filmovi. Studio Hala Roacha specijalizirao se za ovu formu. Columbia je bila izrazito produktivna, produciravši 190 izdanja komičarske skupine Three Stooges. Ove kratke produkcije nestale su u pedsetima kad su se preselile na televiziju.
U Ujedinjenom Kraljevstvu su početkom tridesetih bile popularne filmske adaptacije kazališnih farsi, dok je tradicija varijetea u četrdesetima izvršila snažan utjecaj na filmsku komediju. Najveće zvijezde tog vremena bili su Will Hay i George Fornby. U Engleskoj je krajem četrdesetih Ealing Studios postigao uspjeh s hvaljenim serijalom filmova koji su postali poznati pod kolektivnim nazivom "Ealing komedije". Obično su uključivale stupanj društvenog komentara te glumački ansambl čiji su dio često bili Alec Guinness ili Stanley Holloway. Među najslavnije primjere spadaju Dobro srce (1949.), Banda s Lavender Hilla (1951.) i Gangsterska petorka (1955.).
Ulaskom Sjedinjenih Država u Drugi svjetski rat, Hollywood se fokusirao na teme koje su se odnosile na sukob. Komedije su prikazivale vojne teme kao što su vojna služba, civilna obrana, vojna obuka i odlazak u mornaricu. Restrikcije iz ratnog vremena o putovanju pomogle su populariziranju Hollywooda, a gotovo četvrtina novca trošila se na odlaske u kino.
Post-ratni period bilo je doba prisjećanja na rat i pojave suparničkog medija, televizije. Televizija je 1948. postala komercijalna, a sljedeće godine u američkim je gradovima postojalo gotovo sto televizora.
U pedesetima televizijska industrija je postala ozbiljan suparnik onoj filmskoj. Unatoč tehnološkim ograničenjima televizijskog medija u to vrijeme, sve se više ljudi odlučivalo ostati kući i gledati televiziju. Hollywoodski studiji isprva su gledali na televiziju kao prijetnju, a kasnije kao komercijalno tržište. Nekoliko oblika komedije koji su bili zaštitni znak kina preselili su se na televiziju. Kratki i crtani filmovi sada su se pojavljivali na televiziji, a ne u kinima. Čak je i "B" film pronašao svoje mjesto na novom mediju.
Kako je televizija postala ispunjena obiteljski orijentiranim komedijama, u pedesetima se više pozornosti obraćalo na zrelije društvene situacije. Samo je studio Walta Disneyja nastavio objavljivati obiteljske komedije. Tijekom ovog desetljeća komedije su bile sve manje popularne. 1947. je samo jedan od pet filmova po prirodi bio komedija, a 1954. komedija je iznosila deset posto tržišta.
U pedesetima je opala popularnost starim komičarskim zvijezdama, a porasla novim talentima u Hollywoodu. Među pet najpopularnijih novih zvijezda tijekom ovog razdoblja spadali su Judy Holliday i komičarski dvojac Dean Martin i Jerry Lewis. Lewis je slijedio ostavštinu komičara kao što su Keaton i Harold Lloyd, ali kritičari u SAD-u nisu mu bili skloni (za razliku od Francuske gdje se pokazao popularnim).
Britanska filmska industrija producirala je brojne uspješne filmske serijale, uključujući Doktor u kući, filmove o St. Trinianu i Carry On serijal. John i Roy Boulting napisali su i režirali seriju uspješnih satira, uključujući Private's Progress (1956.) i Dobro sam, Jack (1959.). Kao i u Sjedinjenim Državama, u sljedećem desetljeću većina se talenata preselila na televiziju.
Brojni francuski komičari pronašli su popularnost među engleskom publikom u pedesetima, uključujući Fernandela i Jacquesa Tatija.

### 1960-e - 1980-e
Sljedeće desetljeće označeno je povećanjem broja raskošnih zvjezdanih komedija kao što su It's a Mad, Mad, Mad, Mad World (1963.), Those Magnificient Men in Their Flying Machines (1965.) i Velika utrka (1965.). Sredinom desetljeća, neki od najpoznatijih komičara pedesetih, kao što je Jerry Lewis, potonuli su u zaborav, dok je Peter Sellers ostvario međunarodni uspjeh u svom prvom američkom filmu, Pink Panther. Nespretni Inspektor Clouseau bio je lik kojem će se Sellers vraćati nekoliko puta u sljedećem desetljeću.
Krajem pedesetih javili su se mračniji humor i ozbiljnije teme, uključujući satiru i društveni komentar. Dr. Strangelove (1964.) bila je satirična komedija o paranoji hladnog rata, dok su Apartman (1960.), Alfie (1966.) i Diplomac (1967.) prikazali seksualne teme na način koji je par godina prije bio nezamisliv.
Crne komedije iz 1970. Kvaka 22 i M*A*S*H reflektirale su antiratne osjećaje koji su prevladavali, ali i pozabavile se osjetljivom temom samoubojstva. M*A*S*H je kasnije ublažen i pretvoren u dugovječnu televizijsku seriju.
Vjerojatno najistaknutiji predstavnici komedije u sljedećem desetljeću su bili Woody Allen i Mel Brooks. Obojica su pisala, režirala i pojavljivala se u svojim filmovima. Brooksov je stil u prirodi bio općenito jeftin i lakrdijaški, često parodirajući filmske stilove i žanrove, uključujući Universalove horor filmove (Mladi Frankenstein), vesterne (Vruća sedla) i Hitchcockove filmove (Visoka napetost). Nakon uspjeha na Broadwayu i na filmu s Čudni par dramatičar i scenarist Neil Simon postat će još jedna istaknuta figura sedamdesetih, s filmovima kao što su Sunčani momci i Apartman hotela Kalifornija. Drugi poznati komičari koji su se pojavili krajem desetljeća bili su Richard Pryor, Steve Martin i Burt Reynolds.
Većina britanskih komedija ranih sedamdesetih bili su spin-offovi televizijskih serija, uključujući Dad's Army i On The Buses. Međutim, najveći uspjeh došao je s filmovima Monty Pythona: A sad, nešto sasvim drugačije (1971.), Monty Python i Sveti gral (1975.) i Brianov život 1979.
Ima li pilota u avionu?, parodija iz 1980. na račun filmova katastrofe iz prethodnog desetljeća utabala je stazu za Top Secret! (1984.) i serijal Goli pištolj. Popularni komičari iz osamdesetih bili su Dudley Moore, Tom Hanks, Eddie Murphy i Dan Aykroyd. Mnogi su popularnost stekli u američkoj televizijskoj seriji Saturday Night Live; među njima su bili Bill Murray, Steve Martin i Chevy Chase. Eddie Murphy postigao je uspjeh akcijskim komedijama kao što su 48 sati (1982.) i serijal Policajac s Beverly Hillsa (1984. – 1993.).
Popularni su bili i filmovi Johna Hughesa kao što je Slobodan dan Ferrisa Buellera. Kasnije će postati poznat po serijalu Sam u kući s početka devedesetih. Potonji film uvelike je pomogao oživljavanju komedije namijenjene obiteljskoj publici, zajedno s Draga, smanjio sam djecu i njegovim nastavcima.

### 1990-e - 2000-e
Jedno od većih ostvarenja devedesetih bilo je ponovno pojavljivanje romantičnih komedija, potaknutih uspjehom filma Kad je Harry sreo Sally iz 1989. Poznati su primjeri Romansa u Seattleu (1993.), Djevojke s Beverly Hillsa (1995.) i Imaš poruku (1998.) iz Sjedinjenih Država, te Četiri vjenčanja i sprovod (1994.), Volim, ne volim (1998.) i Ja u ljubav vjerujem (1999.) iz Ujedinjenog Kraljevstva. Parodije su i dalje ostale popularne, posebno serijal Mrak film i To nije još jedan film za mlade.
Vjerojatno reprezentativniji primjeri britanskog humora bile su radničke komedije Borimo se do kraja (1996.) i Skidajte se do kraja (1997.). Druge britanske komedije bavile su se ulogom azijske zajednice u britanskom životu, ukljućujući Bhaji on the Beach (1993.), Istok je istočno (1999.), Baš kao Beckham (2002.) i Anita i ja (2003.).
"Marihuana" komedije obično prikazuju dvoje mladih u pustolovini pri čemu im se događaju razne stvari. Primjeri ovog tipa su Čovječe, gdje mi je auto?, Američka pita na Haroldov i Kumarov način i Pineapple Express. Ove filmove obično karakteriziraju šale na račun droge i eksplicitni sadržaj.
"Toalet humor" namijenjen je isprva mlađoj publici. Primjeri su filmovi Svi su ludi za Mary, Američka pita i njeni nastavci te Freddy je popušio. Sredinom 2000-ih trend "toalet" filmova se nastavlja s komedijama koje ciljaju na zreliju publiku. No, uspješnim su se pokazale i ozbiljne crne komedije, kao što su Prognostičar, Slomljeno cvijeće i Prodavačica. Krajem 2006., Borat: učenje o amerika kultura za boljitak veličanstveno država Kazahstan je iskombinirao vulgarni humor s kulturnom satirom.
U posljednje vrijeme sve su popularnije seks komedije (uglavnom one Judda Apatowa) Superbad i Junfer u četrdesetoj, koje su opisane kao romantične komedije namijenjene muškoj populaciji. Iako je većina Apatowljevih filmova ostvarila kritički i komercijalni uspjeh, slični filmovi drugih producenata prošli su relativno nezapaženo.

## Vanjske poveznice
- Pregled komedija